# Monterey Pop Festival
Het Monterey International Pop Music Festival vond plaats in 1967 op 16, 17 en 18 juni op de Monterey County Fairgrounds in Monterey, Californië. Er wordt geschat dat tussen de 55.000 en 90.000 bezoekers aanwezig waren op dit openluchtfestival waar toekomstige grote namen van de popmuziek hun (Amerikaanse) doorbraak hadden, zoals The Who, Jimi Hendrix, Janis Joplin en Ravi Shankar. Een en ander werd georganiseerd door Hollywood-producent Lou Adler, en door John Phillips van The Mamas and the Papas. Het was vanaf het begin de bedoeling van Hollywood dat er een documentaire over het evenement zou worden uitgebracht, en in 1968 kwam de film van D.A. Pennebaker dan ook in de bioscoopzalen. 
Het evenement bleek o.m. belangrijk omdat aanstormende bands aan een platencontract konden komen waardoor de nieuwe popmuziek zijn vleugels kon uitslaan. De platenmaatschappijen hadden de potentie en commerciële mogelijkheden van de nieuwe jongerencultuur ontdekt. 

Dat de synthesizer meer onder de aandacht van popmuzikanten kwam is ook een verdienste van het Festival. Robert Moog had er een demonstratiestand met zijn apparatuur laten plaatsen, die nogal wat bekijks trok.

Het Monterey International Pop Music Festival wordt wel als het hoogtepunt van de Summer of Love beschouwd.

## Optredens

### Vrijdag 16 juni 1967
- The Association
- The Paupers
- Lou Rawls
- Beverly
- Johnny Rivers
- Eric Burdon & The Animals
- Simon & Garfunkel

### Zaterdag 17 juni 1967
- Canned Heat
- Big Brother and the Holding Company (met Janis Joplin)
- Country Joe and the Fish
- Al Kooper
- The Butterfield Blues Band
- Quicksilver Messenger Service
- Steve Miller Band
- The Electric Flag
- Moby Grape
- Hugh Masekela
- The Byrds
- Laura Nyro
- Jefferson Airplane
- Booker T. & the M.G.'s
- The Mar-Keys
- Otis Redding

### Zondag 18 juni 1967
- Ravi Shankar
- The Blues Project
- Big Brother and the Holding Company
- The Group With No Name
- Buffalo Springfield
- The Who
- Grateful Dead
- The Jimi Hendrix Experience
- Scott McKenzie
- The Mamas and the Papas